# مسلمون متخفون

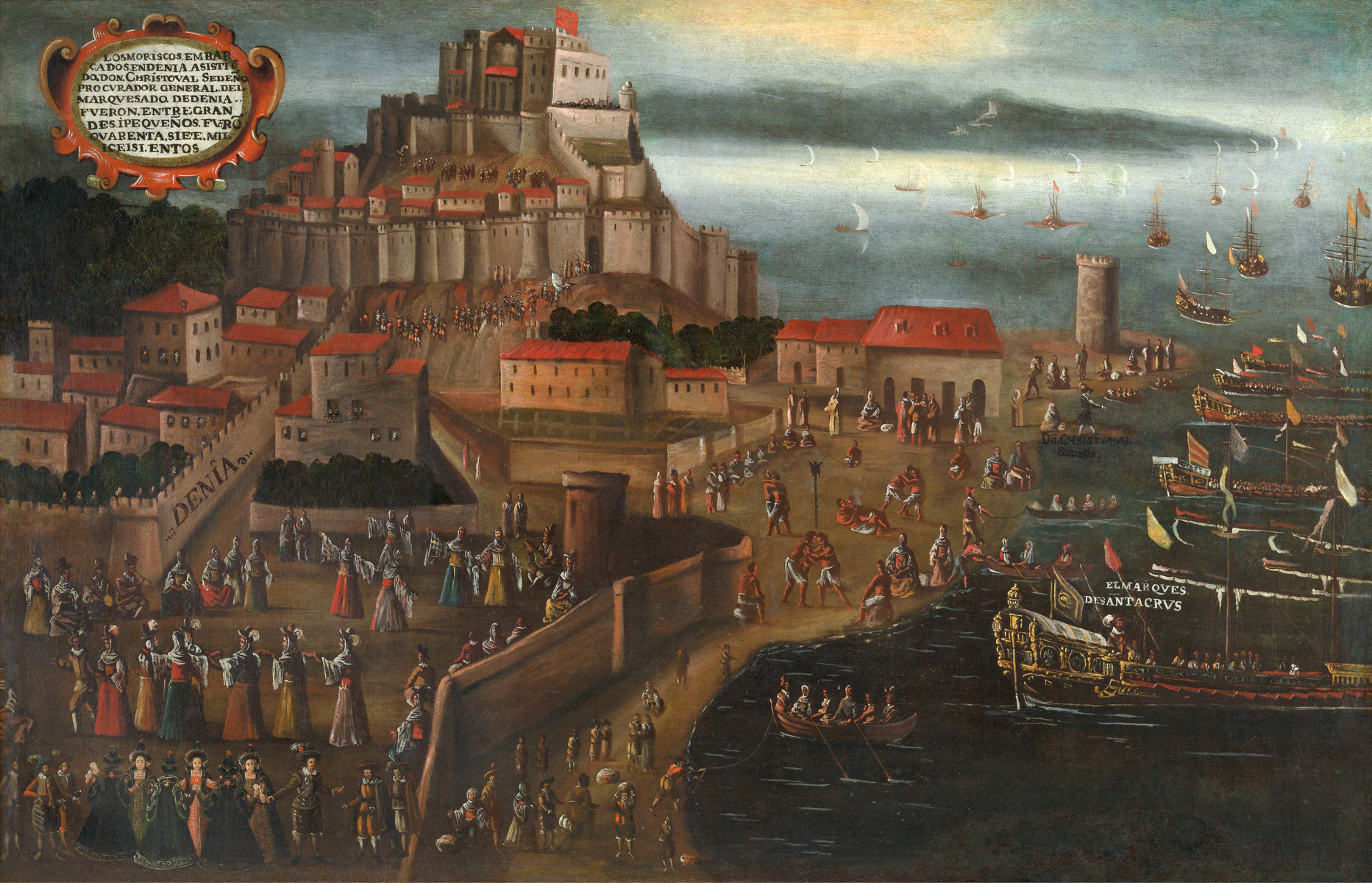
طرد المسلمين من ميناء دينايا الإسبانيّة في القرن الرابع عشر، ودعي من أضطر للتحول للمسيحية ظاهريًا والبقاء في إسبانيا بإسم المورسكيون.

المسلمون المُتخفّون هم المسلمون الذين يتظاهرون باعتناق دين آخر غير الإسلام، بسبب الظروف المختلفة، ويظلون على دينهم في الواقع. تظهر هذه الممارسة بشكل أساس في الأماكن والفترات الزمنية حيث يتم اضطهاد المسلمين أو يتم حظر الإسلام، ما يؤدى إلى ظهور مسلمين يمارسون الإسلام في خفية.

## تاريخ

### ظهور الإسلام
مع ظهور الإسلام في مكة تعرض النبي محمد في مكة وأتباعه ممن تحولوا للإسلام للإضطهاد والتضييق على يد القريشيين، مما اضطر العديد ممن تحولوا للإسلام إلى إخفاء تحوله عن المجتمع.

### في شبه الجزيرة الإيبيرية
استخدم المصطلح بصورة رئيسية خلال فترة محاكم التفتيش للإشارة إلى المورسكيون وهم مسلمي شبه الجزيرة الإيبيرية الذي أُجبروا على التحول للديانة المسيحية الكاثوليكية عقب سقوط الأندلس في القرن الرابع عشر. في عام 1497 أزدادت أعداد المسيحيين الجدد مع إجبار المسلمين واليهود على التحول للمسيحية أو مواجهة الطرد. وتشير التقديرات إلى أنّ حوالي مليون مسلم مورو أو من المورسكيون تحول إلى المسيحية نتيجة لضغوط مادية واقتصادية واجتماعية أو الإكراه. بقى عدد من المورسكيون سريًا على دينه الإسلامي وحافظ على التقاليد والشعائر الإسلاميّة بعيدًا عن أعين محاكم التفتيش، في حين أن عددًا آخر إندمج مع المجتمع المسيحي الإسباني. وتشير دراسات مختلفة أنّ ما بين 7%-10.6% من الإسبان هم من سلالة أسر شمال أفريقية مسلمة تحولت للمسيحية.

### في البلقان
خلال القرن التاسع عشر ومع ظهور نزعات القومية وما تلاه من استقلال دول البلقان المسيحية عن الحكم العثماني، حصلت عمليات ضد مسلمي الدولة العثمانية خصوصًا في بلغاريا واليونان والجبل الأسود حيث أُجبر العديد من الأتراك والبوماك والشركس على التحول للمسيحية الأرثوذكسية. كما خُيِّر مسلمي كرواتيا بين اعتناق المسيحية الكاثوليكية أو الطرد. عدد من هذه المجتمعات الإسلامية في البلقان التي أجبرت على التحول للمسيحية ظاهريًا لظروف مختلفة بقيت في السر على دينها، في حين إندمج عدد من المتحولين مع المجتمع المحلي المسيحي.

### في الهند
أعلن يوم 15 أغسطس 1947 استقلال الهند عن الإستعمار البريطاني، وقد تزامن هذا الاستقلال مع تقسيم الهند إلى حكومة الهند وحكومة الباكستان. وقد خلف هذا التقسيم الكثير من حركات العنف والتهجير حيث قتل ما بين 500 ألف إلى مليون شخص بينما هجر ما يقارب العشرة ملايين. وقد حصلت العديد من أعمال العنف ضد المسلمين، وأجبر عدد من المسلمين بفعل الإكراه التحول ظاهريًا للديانة الهندوسية.
أدت أعمال الشغب والعنف بين الهندوس والمسلمين في ولاية غوجارات عام 2012 إلى مقتل 790 مسلمًا فضلًا عن أضرار لمساكن ومشاغل المسلمين وأشارت تقارير إلى مراسيم بالإكراه لمسلمين للتحول للديانة الهندوسية.

### بورما
أشارت تقارير أنه خلال أعمال العنف في ولاية راخين سنة 2012 أُجبر عدد من المسلمين على التحول بالإكراه للديانة البوذية من خلال مراسيم دينية. يذكر أن الحكومة في بورما تتعرض لإنتقادات على خلفية اضطهاد مسلمي بورما ومعظم هؤلاء المسلمون هم من شعب روينجية والذين تعتبرهم الأمم المتحدة بأنهم أكثر الأقليات إضطهادا في العالم.

### داخل المذاهب الإسلامية
بالإضافة إلى التخفي داخل المجتمعات غير الإسلاميّة. اضطر أحيانًا مسلمين لإخفاء مذهبهم في بلد مسلم ذات أغلبية من مذهب آخر. منها حالات المسلمين الشيعة والدروز والعلويين في الأناضول وبلاد الشام الذي اضظروا للتخفي خلال الاضطهادات التي حصلت في عصر الدولة العثمانية، وهو ما يعرف باسم التقية والتي هي إخفاء معتقد ما خشية الضرر المادي أو المعنوي. كما اضطر المسلمون من أهل السنة والجماعة إلى التحول ظاهريًا للمذهب الشيعي والبقاء سريًا على مذهب أهل السنّة والجماعة بفعل الاضطهادات التي حصلت خلال تحويل الصفويين لإيران من المذهب السني إلى الشيعي في سنة 1501 ميلادي.